# Brian Mørk
Brian Mørk (født 11. december 1973 som Brian Mørk Hansen) er en dansk standupkomiker, skuespiller og manuskriptforfatter, bedst kendt for sit talkshow Brian Mørk Show, dog senest kendt for programmet Mørk og Jul fra 2009 på TV 2.

## Karriere
Han debuterede som standupkomiker i år 2002.
Brian Mørk har været med i mange forskellige TV-udsendelser på både Danmarks Radio og TV 2, samt mange andre danske TV-kanaler. Blandt de udsendelser, som han har medvirket i er Talegaver til Børn 2003-2008 og det efterfølgende Comedy Aid fra 2009-2019.
Derudover har Brian Mørk også skrevet på en del comedy-programmer, bl.a. Gintbergs Store Aften.
Sammen med komikeren Lasse Rimmer har han etableret podcastplatformen Lytbar.

### Brian Mørk Show
Mørk var i 2007 vært på talkshowet Brian Mørk Show på TV 2 Zulu. I hvert program havde Mørk besøg af to forskellige skuespillere eller komikere, der skulle interviewes med falske og ofte spontane spørgsmål som Mørk stillede dem. Under samtalerne måtte de improvisere og spille med på legen uden protester, samtidig med at de prøvede på at gøre deres svar sjove.
Programmet er senere solgt gennem TV 2-selskabet TV 2 World under titlen Liar Liar.
Siden har mørk lavet Brian Mørk Show som podcast, der er udgivet med langt over langt 100 episoder.

## Kontroverser
I juli 2021 blev han udsat for en shitstorm efter han på Twitter skrev: Khader affæren viser os at unge piger ikke altid siger nej når de møder creeps. De sidder bare og tager imod og lader idioten tro at det er ok at være klam. Kan vi træne vores døtre til at være klare i spyttet? Der er rovdyr derude og det hjælper faktisk ikke at spille død. Tweetet blev skrevet i forbindelse med Naser Khader blev anklaget for seksuelle krænkelser. Dette ledte til et modsvar, hvor kvinder delte oplevelser omkring at det at sige fra kan gøre tingene værre, og forskning som tyder på, at det ikke hjælper at sige fra, og i mange tilfælde kan øge risikoen for voldelige skader af offeret.

## Privatliv
Mørk fik kørekort som 34-årig. Han havde i flere år et samarbejde med Peugeot, og har ejet en række biler fra mærket.
Mørk var i flere år gift med Signe Duus Weber og sammen har de to børn.. De boede sammen i et hus i Kalundborg, som viste sig at være forurenet med klor. I efteråret 2010 gik hun fra Mørk, hvorefter han tabte sig 18 kg på to måneder, fordi han var blevet deprimeret. Parret fandt kortvarig sammen igen i 2012, men nu skilt. Efter de gik fra hinanden flyttede Mørk ind i lejet hytte i en skov i nærheden af Kalundborg.
I 2018 var Mørk ude for et traffikuheld i Jylland under en snestorm med sine to børn i bilen, men ingen af dem kom alvorligt til skade.
I efteråret 2019 kom Mørks hus i Kalundborg på tvangsauktion, hvilket ifølge Mørk var "skønt", da han og ekskonen ikke har kunnet få det solgt som følge af forureningen. I 2021 udtalte han dog, at skilsmissen og værditabet i det store hus gør, at han aldrig vil komme ud af sin gæld.
I efteråret 2020 blev han opereret for galdesten.

## Filmografi
- Wivels Vaffelbar 3, (sammen med bl.a. Thomas Wivel) 2003
- Talegaver til Børn, 2003-2008
- For Your Eyes only, (sammen med Thomas Hartmann) 2005
- Fire knægte og en Joker, (sammen med bl.a. Thomas Hartmann) 2006
- Gustne Gensyn (Sammen med bl.a. Jonathan Spang, Michael "MC" Christensen og Carsten Eskelund) 2006
- Biblen, (sammen med Christian Fuhlendorff) 2006
- Brian Mørk Show, 2007
- Zulu Late Night Live!, 2009
- Mørk og Jul, 2009
- Comedy Aid, 2009-2019